# Güiro Marrero
Güiro Marrero es una localidad cubana del municipio de Quivicán, perteneciente a la provincia de Mayabeque.

## Historia
Hacia mediados del siglo XIX, el lugar tenía contabilizada una población de entre 103 y 148 habitantes, con una treintena de esclavos. Aparece descrito en el segundo tomo del Diccionario geográfico, estadístico, histórico, de la isla de Cuba de Jacobo de la Pezuela con las siguientes palabras:

Güiro-Marrero (aldea de) Corresponde al part.º de Quivican y se halla en terrenos del corral del Güiro de Boñigal, como á una legua al O. de la cabecera del part.º; 3 al S. O. de Bejucal y otras tantas al E. de Güira de Melena. Compónenla 18 casas y 144 habitantes segun el censo de 1858. El de 1841 le daba 103, y el Cuadro Estadístico de 1846 le señalaba con 9 casas de madera y 18 de embarrado y guano, en 2 calles, y en ellas 2 pulperías, una carpintería y 2 tabaquerías, dándole 103 habitantes blancos, 16 libres de color, y 29 esclavos. Sus terrenos inmediatos son llanos, y aunque no los riega ninguna corriente son fértiles. J. de Bejucal.
(Pezuela, 1863, p. 563)

En la actualidad, pertenece al municipio de Quivicán. En el año 2002, según el Censo de Población y Viviendas, tenía 293 habitantes.